# Porvoo
Porvoo (Borgå en suec) és un municipi situat a la costa sud de Finlàndia, aproximadament a 30 km a l'est de Hèlsinki. Rep el seu nom del territori suec prop del riu Porvoonjoki, una de les sis ciutats medievals de Finlàndia, de la que se'n té constància des del segle xiv.

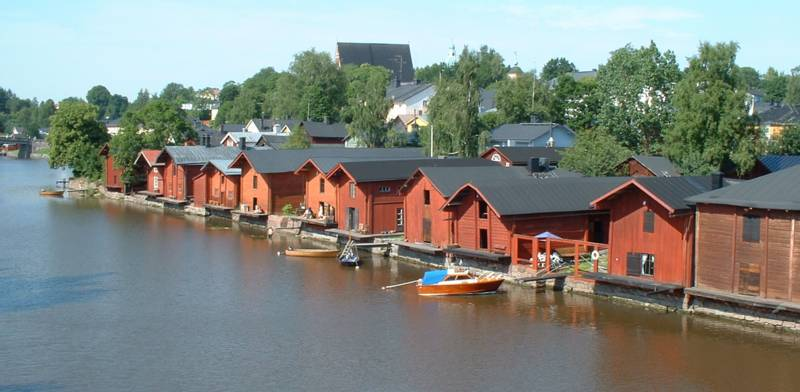
Edificis de l'antiga Porvoo

En 2016 tenia 50.110 habitants, un 65 % dels quals parla el finès, i un 30 %, el suec. Es troba a la regió oriental Uusimaa, a la costa del golf de Finlàndia, a uns 50 km a l'est de Hèlsinki. És la segona ciutat més antiga de Finlàndia. És famosa per les nombroses cases de fusta, on destaquen les cases vermelles del riu, concentrades al nucli antic. Porvoo es va establir a l'ombra d'un castell; l'any 1346, va obtenir el rang de ciutat per part del rei de Suècia, Magnus Eriksson. El centre actual separa la ciutat medieval del barri que el 1830 va dissenyar l'arquitecte Carl Ludvig Engel i en el que es conserva la casa del poeta nacional Johan Ludvig Runeberg.
Té una catedral i dos museus en el nucli antic. La catedral de Porvoo és una de les més antigues i grans de Finlàndia; té més de vuit segles d'antiguitat. Aquest edifici de pedra blanca ha sofert diferents canvis estructurals: alguns, per necessitat arquitectònica; altres, per incidents, especialment incendis. L'església va sofrir incendis els anys 1508, 1571, 1590,1708 i 2006. En cada un dels casos, va ser necessari corregir façanes i parets interiors, i restaurar gran part de la fusteria. El 1941, durant la Segona Guerra Mundial, va ser bombardejada. Una bomba va caure travessant la teulada, però no va explotar.